# Naria
Naria Gray, 1837 è un genere di molluschi gasteropodi appartenente alla famiglia delle Cipreidi.

## Tassonomia
Comprende le seguenti specie:
- Naria acicularis (Gmelin, 1791)
- Naria albuginosa (J. E. Gray, 1825)
- Naria beckii (Gaskoin, 1836)
- Naria bernardi (Richard, 1974)
- Naria boivinii (Kiener, 1844)
- Naria cernica (G. B. Sowerby II, 1870)
- Naria citrina (Gray, 1825)
- Naria eburnea (Barnes, 1824)
- Naria englerti (Summers & Burgess, 1965)
- Naria erosa (Linnaeus, 1758)
- Naria franzhuberi Thach, 2020
- Naria gangranosa (Dillwyn, 1817)
- Naria helvola (Linnaeus, 1758)
- Naria irrorata (J. E. Gray, 1828)
- Naria labrolineata (Gaskoin, 1849)
- Naria lamarckii (J.E. Gray, 1825)
- Naria macandrewi (G. B. Sowerby II, 1870)
- Naria marginalis (Dillwyn, 1817)
- Naria miliaris (Gmelin, 1791)
- Naria nebrites (Melvill, 1888)
- Naria ocellata (Linnaeus, 1758)
- Naria ostergaardi (Dall, 1921)
- Naria poraria (Linnaeus, 1758)
- Naria spurca (Linnaeus, 1758)
- Naria thomasi (Crosse, 1865)
- Naria turdus (Lamarck, 1810)